# Politisches System Ägyptens
Ägypten befindet sich seit 2011 in einer Übergangsphase, eine gültige Verfassung besteht noch nicht. Der langjährige Präsident Husni Mubarak wurde im Februar 2011 gestürzt. Der durch die ersten freien Wahlen ins Amt gelangte, aber autoritär regierende Präsident Mohammed Mursi wurde 2013 durch einen Militärputsch gestürzt. Seither regiert der militärische Befehlshaber Abd al-Fattah as-Sisi, dessen Amtszeit im Juni 2019 per Referendum verlängert wurde. De jure ist ein Semipräsidentielles Regierungssystem angedacht.
De facto sind Demokratie und Bürgerrechte auch nach Aufhebung des Notstandsgesetzes (Gesetz No. 162 aus dem Jahre 1958), das nach der Ermordung Anwar as-Sadats 1981 erneut in Kraft trat und bis 2012 angewandt wurde (am 11. Mai 2010 erneut um zwei Jahre verlängert), äußerst eingeschränkt.

## Verfassung
Ägypten ist nach Artikel 1 der ägyptischen Verfassung vom 11. September 1971 ein „sozialistischer demokratischer Staat“ und „Teil der arabischen Nation“.
1980, 2005 und 2007 wurde diese Verfassung durch Amendements überarbeitet oder auch neue Artikel hinzugefügt. U.a. wurde der Begriff "sozialistisch" getilgt. Diese Passage (Part I/Art.1) lautet nun: „Die arabische Republik Ägypten ist ein demokratischer Staat …“.
Der Islam ist Staatsreligion (Art. 2); das Mehrparteiensystem ist in Art. 5 der Verfassung verankert. In Art. 40–63 der Verfassung werden verschiedene Bürgerrechte garantiert.

## Institutionen

### Präsident
Staatsoberhaupt ist gemäß Artikel 73 der Verfassung der Präsident mit folgenden Befugnissen:
- er ernennt und entlässt seine(n) Stellvertreter und die Regierung (Premier und Minister) (Art. 141),
- er ist Oberbefehlshaber der Streitkräfte (Art. 150),
- er erlässt Verordnungen und schließt Verträge ab, die dann Gesetzescharakter haben (Art. 147 und 151),
- er ruft den Notstand aus; dieser darf nur von begrenzter Dauer sein – es sei denn, die Volksversammlung (madschlis asch-schaab) stimmt einer zeitlichen Verlängerung zu (Art. 148).

Laut Artikel 76 der Verfassung muss ein Präsidentschaftskandidat von einem Drittel der Abgeordneten der Volksversammlung vorgeschlagen werden. Hat der Kandidat in der folgenden Abstimmung im Parlament zwei Drittel der Stimmen erreicht, wird ein Volksentscheid anberaumt, in der die absolute Mehrheit der Stimmen notwendig ist. Die Amtszeit des ägyptischen Präsidenten beträgt sechs Jahre; die Zahl der Amtsperioden ist dabei nicht beschränkt (Art. 77). Beim Präsidentschaftsreferendum sind alle Ägypter ab einem Alter von 16 Jahren teilnahmeberechtigt. Gegenkandidaten sind erst seit der Verfassungsreform 2005 vorgesehen.
Der letzte Präsident, Muhammad Husni Mubarak, war bereits unter Anwar as-Sadat stellvertretender Verteidigungsminister, Vizepräsident und stellvertretender Vorsitzender der regierenden Nationaldemokratischen Partei (Hizb al-watani ad-dimuqrati). Eine Woche nach der Ermordung Sadats 1981 wurde ihm verfassungsgemäß das Amt des Präsidenten übertragen. Von 1982 an hatte er auch den Vorsitz der NDP inne. In den Präsidentschaftsreferenden von 1981, 1987 und 1993 wurde Mubarak jeweils mit mehr als 90 Prozent der Stimmen im Amt bestätigt, auch die Referenden von 1999 und 2005 bestätigten ihn. Seine Amtszeit endete nach fast dreiwöchigen öffentlichen Protesten am 11. Februar 2011.

### Parlament
Das ägyptische Parlament (Ägyptische Volksversammlung) ist gemäß Artikel 86 der Verfassung die gesetzgebende Körperschaft, deren Mitglieder gemäß Artikel 92 für fünf Jahre gewählt werden. Mindestens die Hälfte der Mitglieder müssen Arbeiter und Bauern sein (Art. 87). Für die Wahlen zur Volksversammlung ist das derzeitige Wahlgesetz aus dem Jahr 1987 maßgeblich. Stimmberechtigt sind alle Ägypter ab einem Alter von 18 Jahren, das passive Wahlrecht hingegen wird erst nach Vollendung des 30. Lebensjahres erworben. Angehörige von Polizei und Militär sind nicht wahlberechtigt. Gemäß dem Gesetz Nr. 38 von 1972 beträgt die Zahl der vom Volk gewählten Abgeordneten insgesamt 444. Hinzu kommen (höchstens) 28 Abgeordnete, die vom Präsidenten bestimmt werden.
Seit 1990 beträgt die Zahl der Wahlkreise 222, wobei in jedem Wahlkreis (durch Mehrheitswahlrecht) zwei Abgeordnete zu wählen sind. Es können in jedem Wahlkreis zwei Kandidaten derselben Partei antreten. Jedes der 26 Gouvernements umfasst mindestens zwei Wahlkreise. Bei den Wahlen findet Artikel 87 der Verfassung bereits auf Wahlkreisebene Anwendung, was konkret bedeutet, dass gegebenenfalls der Kandidat mit den zweitmeisten Stimmen zugunsten eines Arbeiters oder Bauern zurücktreten muss. Jeder Wähler ist verpflichtet, zwei verschiedenen Kandidaten seine Stimme zu geben.
Zum ägyptischen Parlament gehört noch eine zweite Kammer, die „Beratende Versammlung“ (Madschlis asch-Schura) oder „Schura-Rat“, deren Funktion mit der des britischen Oberhauses vergleichbar ist.
Scheidet ein gewähltes Parlamentsmitglied z. B. durch Tod aus, so werden in dem betreffenden Wahlkreis Nachwahlen abgehalten.

## Parteien
Bis zur Revolution im Januar 2011 hat die Nationaldemokratische Partei (NDP) (Hizb al-watani al-dimuqrati) das Land regiert. Danach hat der Militärrat die Macht übernommen, der erst für den Spätsommer 2011 Wahlen ansetzte, diese dann aber verschoben hat. Die Wahlen begannen nun Ende November 2011 wurden in drei Schritten durchgeführt. Beendet wurden sie im Juni 2012 mit der Wahl Mohammed Mursis zum Präsidenten.

### Regelungen
Bei der Neuzulassung von Parteien gilt das Gesetz Nr. 40 von 1977, das 1978 ergänzt wurde. Demnach muss jede Partei das islamische Recht (die Scharia) als „Hauptquelle der Gesetzgebung“ anerkennen und sich zur Einhaltung der „nationalen Einheit“ und des „sozialen Friedens“ verpflichten. Ebenso müssen das „sozialistische demokratische System“ und die „sozialistischen Errungenschaften“ anerkannt werden. Die Partei darf in ihrem Programm keinen ausschließlichen Bezug auf eine bestimmte Religion, Rasse, Sprache, Berufsstand oder Geschlecht nehmen. Somit sind islamistische Parteien oder Parteien von Minderheiten, wie z. B. der christlichen Kopten, nicht zulässig.
Parteien in Ägypten dürfen keine Ableger ausländischer Parteien sein, was auch für Parteien in den anderen arabischen Ländern, wie den Baath, gilt. Ebenso wenig dürfen die Parteien vom Ausland finanziert werden. Schließlich müssen sich neugegründete Parteien klar von den Programmen bestehender Parteien und deren Ideologien absetzen. Für eine Neugründung sind 50 Gründungsmitglieder erforderlich; hiervon müssen aber 20 der Volksversammlung angehören und 25 Mitglieder von Beruf Arbeiter oder Bauern sein. Über die Zulassung entschied bis zur Revolution 2011 ein Parteienkomitee, dem überwiegend Mitglieder der NDP angehören.

### Parteiengesetz
Nach der Revolution 2011 wurden Veränderungen am Parteiengesetz vorgenommen. Mit der Neuregelung des Obersten Militärrats wurde das bis dahin geltende „Gesetz über die politischen Parteien“ (Law No. 40/1977 „The political parties law“, nebst den im Jahre 2005 durch Law 177/2005 vorgenommenen Änderungen in einigen Teilen aufgehoben bzw. verändert. (Art. 4, 6(I), 7, 8, 9, 11 und 17)
Die – nun geltenden – Bestimmungen (Auszüge): :
Art.4/2
Die Prinzipien, Ziele, Programme, Politik und/oder Methoden der Aktivitäten einer Partei dürfen nicht den Grundprinzipien der Verfassung entgegenstehen oder den Erfordernissen, um Ägyptens nationale Sicherheit, die Einheit der Nation, den sozialen Frieden sowie das demokratische System bewahren.
Art.4/3
Die Prinzipien, Programme, Methoden der Aktivitäten einer Partei, bzw. [die Zusammensetzung] ihrer Führung und ihrer Mitglieder dürfen weder auf Religion, [Zugehörigkeit zu] einer gesellschaftlichen Schicht, einer Religionsgemeinschaft, einem [bestimmten] Beruf oder der geographischen Herkunft basieren, noch auf Geschlecht, Sprache, oder Geburt [beruhen].
Art.4/4
Eine Partei darf weder militärische noch para-militärische Formationen schaffen.
Art.4/5
Eine Partei darf nicht Teil einer ausländischen Partei oder Organisation sein.
Art.4/6
Eine Partei soll ihre Prinzipien, Ziele, Methoden, Organisation sowie ihre finanziellen Mittel und deren Herkunft offenlegen.
Art.7
Eine Partei soll ihre Gründung durch ein Schreiben an das Committee on Political Parties (PPC) (zum PPC s. u. Art.8) bekannt geben. Eine Liste mit den Unterschriften von 5 000 Gründungsmitgliedern muss vorgelegt werden.
Die Bedeutung und Einflussmöglichkeiten des seit 1977 tätigen Political Parties Committee (PPC) wurde abgeschwächt. Das Komitee wurde allerdings immer noch nicht aufgelöst, aber die Komiteemitglieder vollständig ausgetauscht.
In seiner Zusammensetzung und mit seinen Befugnissen war das ursprünglich 7-köpfige, seit 2005 9-köpfige PPC ein willfähriges Instrument des Präsidenten bzw. der herrschenden Partei NDP, die politische Landschaft Ägyptens ganz in seinem/ihren Sinne zu gestalten und zu kontrollieren.
Sämtliche Komiteemitglieder wurden – bis zur jetzigen Neuregelung – vom ägyptischen Präsidenten direkt oder indirekt ernannt.
Nach den vorgenommenen Änderungen an Art.8 soll sich das Komitee nun ausschließlich aus Juristen zusammensetzen: Dem ersten Vizepräsidenten des Kassationsgerichts als Vorsitzender, zwei weiteren Delegierten des Kassationsgerichts, zwei Vorsitzenden des Appellationsgerichts und zwei Delegierten des Staatsrats.
Art.17
Der Vorsitzende des PPC kann – nach Beratung mit allen Mitgliedern des Komitees – das Oberste Verwaltungsgericht dazu veranlassen eine [bereits bestehende] Partei [wieder] aufzulösen...wenn der Partei nachgewiesen werden kann, dass sie gegen Art. 4 dieses Wahlgesetzes verstoßen hat.

### Muslimbruderschaft
Neben den Parteien existiert jedoch eine weitere bedeutende Bewegung, der wiederholt der Einzug ins Parlament gelungen ist: die Gemeinschaft der Muslimbrüder (Dschamaat al-ichwan al-muslimin). Diese wurde 1928 von dem Lehrer Hassan al-Banna gegründet und fordert unter der Parole „Der Islam ist die Lösung“ (al-islam huwa al-hall) eine Rückkehr zu traditionellen Werten unter Ablehnung westlicher Ideologien, die als dem islamischen Gemeinwesen wesensfremd empfunden werden. Im politischen Kontext fordern die Muslimbrüder die Einführung des islamischen Rechts einschließlich der Hadd-Strafen.
Offiziell war die Muslimbruderschaft in Ägypten verboten, dennoch gelang ihr – durch nominell unabhängige Kandidaten – mehrmals der Einzug in die Volksversammlung. 1987 stellten die Muslimbrüder gar die stärkste Oppositionsgruppe. Während das Verbot von ägyptischen Gerichten fortlaufend bekräftigt wurde, wurden bei der Wahl von 1995 einige den Muslimbrüdern nahestehende Kandidaten verhaftet. Dennoch kandidierten damals 150 „Unabhängige“ für diese Bewegung, die in den 1990er Jahren mit Anschlägen auf Touristen in Verbindung gebracht wurde.
Die Muslimbrüder haben etwa 1 Mio. aktive Mitglieder und unterhalten verschiedene karitative Einrichtungen wie Krankenhäuser und Sozialstationen, vor allem in den ärmeren Vierteln. Armenspeisungen und die Schaffung von Arbeitsplätzen für Jugendliche haben dazu geführt, dass die Muslimbrüder vor allem aus den unterprivilegierten Schichten Unterstützung erfahren.

### Etablierte Oppositionsparteien
Als wichtigste Oppositionsparteien sind zu nennen:
- die Neue Wafd-Partei (Hizb al-wafd al-dschadid), die 1977 als Wafd-Partei gegründet wurde und sich 1984 neu konstituierte; sie zählt etwa 2 Mio. Mitglieder und vertritt eine eher konservativ-nationalliberale Politik.
- Die Sozialistische Partei der Liberalen (Hizb al-ahrar al-ischtiraki); diese zählt 65.000 Mitglieder und verfolgt eine konservativ-liberale Politik.
- Die National-Progressive Unionistische Sammlungs-Partei (Hizb at-tadschammu alwatani at-taqaddumi al-wahdawi); diese verfolgt einen sozialistisch-marxistischen Kurs und zählt etwa 150.000 Mitglieder.

Bei den übrigen Parteien handelt es sich um unbedeutende Splittergruppen, die außer der sozialistisch-panarabisch geprägten Arabisch-Demokratischen Nasseristischen Partei nicht im Parlament vertreten sind. Zum Beispiel gibt es auch eine Grüne Partei Ägyptens (Hizb al-chudr al-misri).